# Kohunlich
Kohunlich (Yucateeks Maya: X-làabch'e'en) is de naam van een opgegraven antieke Mayastad op het schiereiland Yucatán in het zuidoosten van Mexico.
De opgegraven stad ligt in het zuidoosten van het schiereiland Yucatán, niet ver van de grens met Belize. De totale oppervlakte van de antieke stad bedraagt meer dan 21 hectare, waarvan echter het grootste deel nog opgegraven moet worden en bedolven ligt onder het dichte regenwoud. In vroeger tijden beschikte de stad over een geavanceerd opvangsysteem voor water, dat werd bewaard in cisternen en reservoirs voor gebruik in de droge periode van het jaar. De naam Kohunlich is niet van Spaanse of Maya oorsprong maar komt van het Engelse Cohune Ridge. Tot op heden is de antieke Maya-naam van de stad niet bekend.
De stad werd gebouwd omstreeks 200 v.Chr., maar de meeste gebouwen werden in de vroeg-klassieke periode gebouwd van 250 tot 600 n.Chr. De stad schijnt gefunctioneerd te hebben als regionaal centrum en als pleisterplaats langs de handelsroute tussen het zuiden het Río Bec-gebied in het zuiden van de staat Campeche enerzijds en de steden langs de oostkust van het schiereiland, Guatemala en Belize anderzijds.
De meest in het oog springende gebouwen zijn de gebouwen om het centrale plein, waaronder een grote citadel en verscheidene piramides. Bijzonder is de Piramide van de Maskers, waar zes grote stuc-maskers van de zonnegod, gemaakt tijdens de eerste bouwperiode, bewaard zijn gebleven. Bovendien is er een klein balspeelveld te zien.